# Dinastia Borgonya
La Dinastia Borgonya fou un llinatge de reis que van governar el Regne de Portugal des de 1139 fins a l'any 1383; el Regne de Castella des de 1127 fins a l'any 1369, així com al Regne de Lleó durant els anys en què se separà del Regne de Castella.
Tot i que les dues famílies regnants no tenen vincles entre si, ja que la primera prové de la regió de Borgonya i la segona de la històrica regió del Franc Comtat, ambdues al Regne de França, sí que comparteixen el mateix nom.

## Reis de Portugal

Bandera Portuguesa el 1185

La dinastia Borgonya o Alfonsina rep el seu nom dels descendents d'Enric de Borgonya, net del duc Robert I de Borgonya, el qual va arribar al Regne de Lleó, procedent de França, i ajudà al rei lleonès en la seva lluita contra Al-Andalus, els sarraïns. Per aquesta ajuda el rei lleonès el prometé amb la seva filla Teresa de Lleó i el nomenà comte de Portugal.
Alfons Henriques va rebre el comtat després de derrotar a la seva mare, Teresa de Lleó a la batalla de So Mamede el 1128. El 1139 fou investit rei de Portugal, instaurant la independència plena de Portugal vers el Regne de Castella. El 1179 fou plenament reconeguda aquesta independència pel Papa Alexandre III. Els successors d'Alfons Henriques van continuar el procés de Reconquesta de la península Ibèrica, controlada en bona part pels musulmans. Les fronteres de Portugal van ser definides en el Tractat d'Alcanizes de 1297.
El 1383, la princesa de Portugal i hereva del tron Beatriu de Portugal, filla de Ferran I de Portugal, fou casada amb el rei Joan I de Castella. A la mort de Ferran I el mateix any, s'inicià un període d'anarquia entre els partidaris de Beatriu i els contraris a l'annexió amb Castella. El període s'acabà el 1385 amb la victòria de Joan d'Avís, fill natural de Pere I de Portugal, en la batalla d'Aljubarrota, per la qual cosa s'instaurà un nou monarca de la Dinastia Avís.

### Reis portuguesos de la Dinastia Borgonya
- 1139 - 1185: Alfons I el Conqueridor, fill d'Enric de Borgonya i Teresa de Lleó.
- 1185 - 1211: Sanç I el Repoblador, fill de l'anterior.
- 1211 - 1223: Alfons II el Gras, fill de l'anterior.
- 1223 - 1248: Sanç II, fill de l'anterior.
- 1247 - 1279: Alfons III, germà de l'anterior.
- 1279 - 1325: Dionís I, fill de l'anterior.
- 1325 - 1357: Alfons IV el Brau, fill de l'anterior.
- 1357 - 1367: Pere I el Cruel o el Justicier, fill de l'anterior.
- 1367 - 1383: Ferran I l'Inconstant, fill de l'anterior.
Regència 1383 - 1384: Elionor Telles de Menezes, esposa de l'anterior.
- 1383 - 1385: Beatriu de Portugal reina de iure, filla de l'anterior i casada el 1383 amb Joan I de Castella.

## Reis de Castella
L'origen de la Dinastia Borgonya al Regne de Castella remunta l'any 1127, en el qual Alfons VII de Castella esdevé rei de Castella a la mort de la seva mare Urraca I de Castella. Alfons era fill de Ramon de Borgonya, fill del comte Guillem I de Borgonya, el qual es casà el 1087 amb l'hereva del reialme de Castella.
La dinastia Borgonya o Borgonyona s'acabà el 1369 amb la instauració al tron castellà d'Enric de Trastàmara, germanastre de l'últim rei castellà borgonyó Pere I de Castella, donant pas a la Dinastia Trastàmara.

### Reis de la Dinastia Borgonya a Castella i Lleó

#### Regne de Castella i Lleó
- 1126 - 1157: Alfons VII l'Emperador, fill d'Urraca I de Castella i Ramon de Borgonya.

#### Regne de Castella
- 1157 - 1158: Sanç III el Desitjat, fill de l'anterior.
- 1158 - 1214: Alfons VIII el Noble, fill de l'anterior.
- 1214 - 1217: Enric I, fill de l'anterior.
- 1217: Berenguera, germana de l'anterior, casada amb Alfons IX de Lleó.

#### Regne de Lleó
- 1157 - 1188: Ferran II, fill de l'anterior.
- 1188 - 1230: Alfons IX, fill de l'anterior.
- 1230: Sança II i Dolça I, filles de l'anterior, reines de iure però mai de facto.

El 1230 Ferran III de Castella, fill també d'Alfons IX de Lleó, aconsegueix el Regne de Lleó de mans de les seves germanastres, mitjançant el Pacte de Terceries i produint-se la unió definitiva d'ambdós regnes creant la Corona de Castella.

#### Corona de Castella
- 1217 - 1257: Sant Ferran III, fill de l'anterior.
- 1257 - 1284: Alfons X el Savi, fill de l'anterior.
- 1284 - 1295: Sanç IV el Brau, fill de l'anterior.
- 1295 - 1312: Ferran IV l'Emplaçat, fill de l'anterior.
- 1312 - 1350: Alfons XI, fill de l'anterior.
- 1350 - 1369: Pere I el Cruel, fill de l'anterior.
Pretendent 1369: Constança de Castella, filla de l'anterior.